# Her Perilous Ride
Her Perilous Ride è un cortometraggio muto del 1917 diretto da Colin Campbell. Prodotto dalla Selig con la sceneggiatura di Melvin Busch, il film aveva come interpreti Frank Clark, Bessie Eyton, Tom Santschi.

## Trama
In coincidenza dell'arrivo a Port Congo del tenente Borden inviato per contrastare le attività illegali dei fuorilegge, la famiglia McGraw	raggiunge la  propria fattoria di struzzi. Jahalli, il rinnegato, ha promesso da tempo vendetta su McGraw e attacca con i suoi la fattoria. Gli assediati, che sono in pochi, cercano di difendersi. I cavalli sono stati rubati e Doris, la figlia di McGraw, per cercare soccorso, è costretta a montare uno struzzo con il quale si allontana dalla fattoria, cavalcando l'uccello fino a Port Congo. Lì trova la compagnia del tenente Borden, guidandoli alla fattoria assediata. I soccorritori giungono appena in tempo perché la casa è stata incendiata e gli occupanti rischiano di perire tra le fiamme.  Il tenente Borden non dimentica il coraggio di Doris e, quando tutto è finito, non perde tempo a chiederle la mano.

## Produzione
Il film fu prodotto dalla Selig Polyscope Company

## Distribuzione
Distribuito dalla General Film Company, il film - un cortometraggio in una bobina - uscì nelle sale cinematografiche statunitensi il 25 agosto 1917.